# Berl Brojde

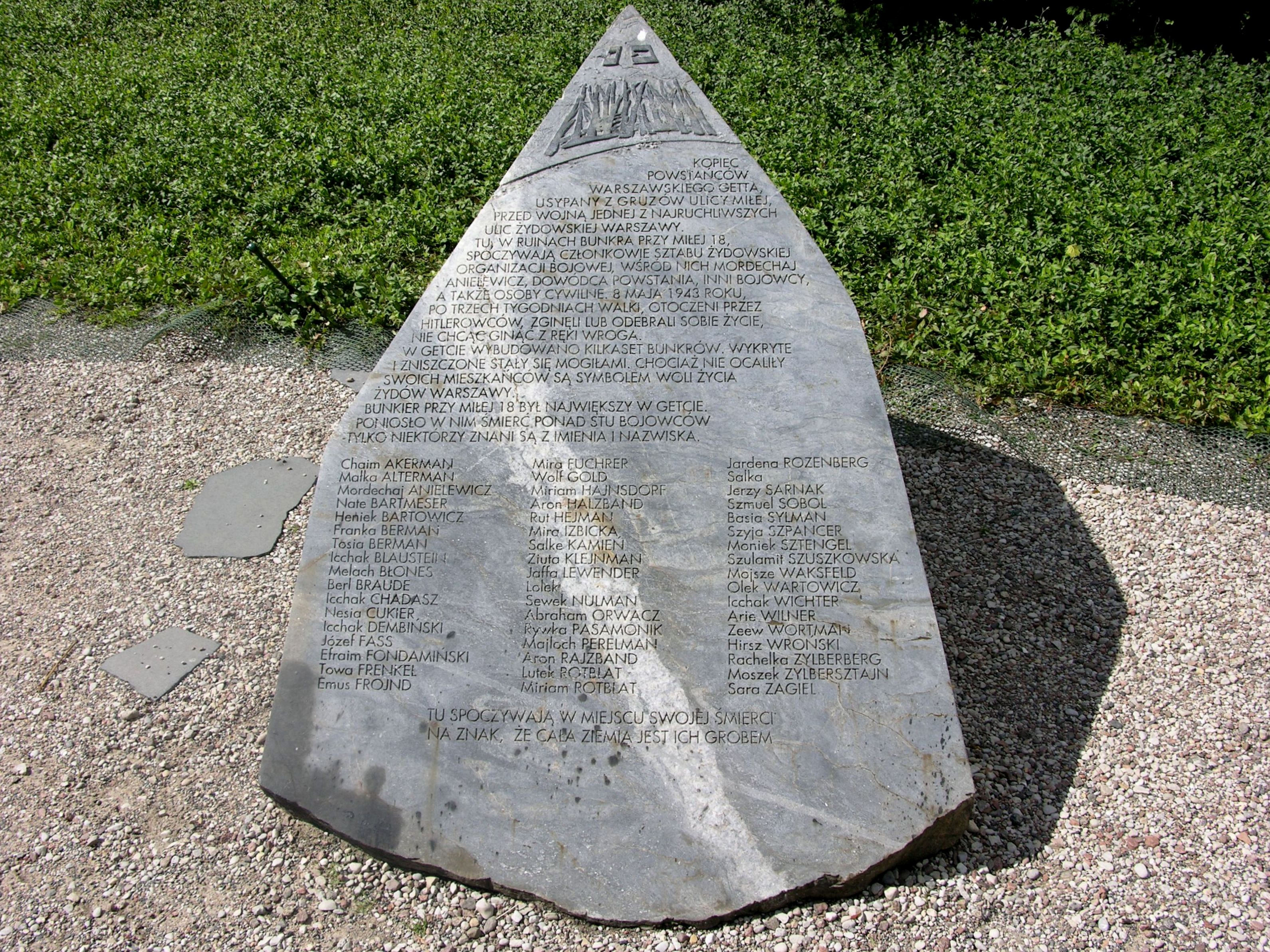
Nazwiska żydowskich bojowników, w tym Berla Braude, przy upamiętnieniu bunkra Miła 18 w Warszawie

Berl Brojde (ur. 1918 w Słonimie, zm. 8 maja 1943 w Warszawie) – żydowski działacz ruchu oporu w getcie warszawskim, uczestnik tamtejszego powstania.

## Życiorys
Urodził się w Słonimie w rodzinie żydowskiej. Tam ukończył cheder i szkołę średnią. Był członkiem socjalistycznej organizacji młodzieżowej Frajhajt. 
Pierwsze miesiące II wojny światowej spędził w kibucu w Łodzi. Następnie wyjechał do Warszawy, gdzie został członkiem komuny chalucowej przy ulicy Dzielnej. Jesienią 1941 przywiózł do Warszawy grupę bojową Droru, którą zorganizował w getcie w Ostrowcu Świętokrzyskim. W getcie warszawskim aktywnie uczestniczył w życiu podziemia i ruchu oporu. Zajmował się tworzeniem grup młodzieżowych, tajnym nauczaniem i prasą podziemną. 29 listopada 1942 uczestniczył w wykonaniu wyroku śmierci na agencie Gestapo Izraelu Firstcie.
17 stycznia 1943 został złapany z grupą Droru i wysłany do obozu zagłady w Treblince. Udało mu się uciec z wagonu i powrócić do getta. Od lutego 1943 był komendantem Droru, której siedziba znajdowała się przy ulicy Miłej 29. Podczas powstania w getcie dowodził swoją grupą w getcie centralnym. Podczas walk został ciężko ranny. Zginął 8 maja w bunkrze przy ulicy Miłej 18.